# Pleuraphodius leo
Pleuraphodius leo är en skalbaggsart som beskrevs av Renaud Maurice Adrien Paulian 1942. Pleuraphodius leo ingår i släktet Pleuraphodius och familjen Aphodiidae. Inga underarter finns listade i Catalogue of Life.